# Narodowe Zgromadzenie Niezależnych
Narodowe Zgromadzenie Niezależnych (arab. التجمع الوطني للأحرار; fr. Rassemblement National des Indépendants; tmz. ⴰⴳⵔⴰⵡ ⴰⵏⴰⵎⵓⵔ ⵢ ⵉⵏⵙⵉⵎⴰⵏⵏ) – marokańska partia polityczna. Od 2021 roku jest partią rządzącą w kraju z większością mandatów w Izbie Reprezentantów.

## Historia
W wyborach parlamentarnych w 1977 roku kandydaci komitetu Narodowego Zgromadzenia Niezależnych zdobyli 144 na 267 mandatów w Izbie Reprezentantów. W październiku 1978 została oficjalnie zarejestrowano partię polityczną, a jej liderem został premier Maroka Ahmed Osman. W marcu 1979 roku Osman zrezygnował z funkcji premiera. W 1981 roku partia przeszła do opozycji.
W wyborach parlamentarnych w 1984 roku partia zdobyła 61 z 306 mandatów, a Ahmed Osman został wybrany na przewodniczącego Izby Reprezentantów. W wyborach samorządowych w 1992 roku zdobyła najwięcej mandatów w radach lokalnych i regionalnych. W wyborach parlamentarnych w 1993 roku kandydaci partii zdobyli 34 mandaty. W wyborach w 1997 roku zdobyła 50 mandatów w Izbie Reprezentantów, rok później weszła w skład rządu stając się największą partią uczestniczącą w rządzie Abd ar-Rahmana al-Jusufiego, z pięcioma tekami ministerialnymi. W 2002 roku była czwartą partią pod względem największej ilości mandatów, w tym samym roku weszła w skład rządu. Rok później zajęła trzecie miejsce w wyborach samorządowych. Po wyborach parlamentarnych w 2007 roku miała 5 ministrów.
W maju 2007 roku Mustafa Mansouri został wybrany na przewodniczącego partii. W 2010 roku liderem partii został Salaheddine Mezouar. W wyborach parlamentarnych w listopadzie 2011 zdobyła 52 mandaty w Izbie Reprezentantów. W sierpniu 2013 dołączyła w skład rządu. W wyborach w 2016 roku zdobyła 37 mandatów. W październiku tego samego roku liderem partii został Aziz Achannusz. W maju 2017 roku powołano młodzieżówkę oraz organizację kobiecą działające przy partii. W wyborach parlamentarnych we wrześniu 2021 roku partia uzyskała 102 miejsca w Izbie Reprezentantów. Achannus został wybrany premierem.

## Struktura i działacze

### Biuro Polityczne
Jest organem wykonawczym partii, w skład którego wchodzą członkowie z urzędu oraz członkowie wybrani. Członkami z urzędu są: przewodniczący partii, urzędujący ministrowie i sekretarze stanu, przewodniczący klubów parlamentarnych w Zgromadzeniu Radców oraz Izbie Reprezentantów, przewodnicząca Federacji Kobiet RNI, przewodniczący Federacji Młodzieży RNI oraz sześciu członków wybranych przez przewodniczącego. Pozostałych 20 członków wybieranych jest przez Radę Krajową RNI. Kadencja Biura trwa 4 lata.
Biuro polityczne powołuje stałe lub doraźne komisje tematyczne, określa ich zadania i uprawnienia oraz nadzoruje ich działalność. Jest również odpowiedzialne za wyznaczanie osób odpowiedzialnych za komunikację, zatwierdza zaproponowaną przez przewodniczącego partii listę członków krajowej komisji dyscyplinarnej i arbitrażowej, a także doradza w sprawie nominacji kandydatów na listy wyborcze.

#### Członkowie biura politycznego
Przewodniczący: Aziz Achannusz
Członkowie:
- Moulay Hafid Elalamy
- Mohammed Auajjar
- Hassan Oukacha
- Anis Birou
- Mohamed Kabbaj
- Mohammed Abbou
- Fatema Marouane
- Abdelkader Salama
- Lamia Boutaleb
- Omar Moro
- Mohamed Bouhdoud Boudlal
- Mohamed Boussaid
- Nabila Rmili
- Mustapha Baitas
- Chafik Benkirane
- Saïd Chbaâtou
- Abdullah Ghazi
- Badr Tahiri
- Jalila Morsli
- Amina Benkhadra
- Saad Eddin Barrada
- Mohamad Bohriz
- Nawal El Moutawakel
- Hassan Benomar
- Adil Zaidi
- Abderrahmane El Yazidi
- Mohamed Benchaâboun
- M’barka Bouaida
- Rachid Talbi Alami
- Nadia Fettah Alaoui
- Lahcen Saadi
- Tawfiq Adrakan

### Rada Krajowa
Jest najwyższym organem partii. Składa się z 200 członków wybieranych w strukturach regionalnych, urzędujących ministrów, sekretarzy stanu i urzędujących parlamentarzystów, 12 koordynatorów regionalnych, 12 członków Federacji Młodzieży RNI i 12 członków Federacji Kobiet RNI, dyrektor generalny RNI oraz 30 osób wskazanych przez przewodniczącego. Kieruje nią urzędujący przewodniczący partii. Zbiera się co najmniej raz w roku z inicjatywy przewodniczącego partii.
Odpowiada za ogólną ocenę działalności partyjnej i sposobu realizacji postanowień Zjazdu Krajowego, zatwierdzanie programu partii, akceptację sprawozdań z działalności Biura Politycznego, zatwierdzanie koalicji, wybór 20 członków Biura Politycznego, zatwierdzanie budżetu i rocznych sprawozdań finansowych.